# USS LST-5
O USS LST-5 foi um navio de guerra norte-americano da classe LST que operou durante a Segunda Guerra Mundial.